# Kummerow (jezero)
Kummerow (njem. Kummerower See) je jezero u okrugu Mecklenburgische Seenplatte, Mecklenburg-Zapadno Pomorje, Njemačka, jugozapadno od Demmina. Nalazi se na nadmorskoj visini od 0,3 m, a njegova površina je 32,55 km2. Iz jezera istječe rijeka Peene. Ime je dobilo po selu Kummerow na njegovoj južnoj obali.

## Vanjske poveznice
|  | Zajednički poslužitelj ima još gradiva o temi Kummerow (jezero) |